# Jan Adam Gallina
Jan Adam Gallina, psán též Kalina, (13. prosince 1724 Cítoliby – 5. ledna 1773 Cítoliby) byl český hudební skladatel.

## Život
Rod Gallinů je nerozlučně spjat s historií lounského kraje. Jeho příslušníci působili jako kantoři, varhaníci, duchovní, lékaři i jako vrchnostenští úředníci. Jan Adam se narodil do bohaté rodiny. Jakkoliv je to nečekané, tak jeho otec, cítolibský kantor Martin Antonín Gallina (1682–1730), patřil k nejbohatším lidem v Lounech. V únoru 1721 vystavil tehdejší majitel cítolibského panství Karel Daniel Pachta pro Gallinu listinu, v níž vyslovil souhlas s jeho sňatkem s dcerou hejtmana panství Nový Hrad Marií Františkou Haubnerovou. Manželé ale měli rozdílné společenské postavení. Zatímco Gallina byl, jak se v listině výslovně konstatuje, poddaným, jeho snoubenka byla svobodná. Pachta podmínil souhlas se sňatkem ustanovením, že polovina v manželství narozených dětí bude svobodná; druhá polovina včetně novomanžela ale zůstane v cítolibském poddanství. Pět let po smrti Martina Antonína Galliny, v roce 1735, byl vyhotoven inventář jeho movitého i nemovitého majetku. Kromě domu zvaného Modrá hvězda na lounském náměstí mu patřila čtyři pole. Soupis obsahuje rovněž množství zlatých a stříbrných šperků a hudebních nástrojů. Celkově byla hodnota majetku odhadnuta na 1374 zlatých. Podělili se o něj vdova a čtyři nezletilí synové včetně Jana Adama. Majetkový vzestup citolibského kantora zřejmě souvisel s jeho sňatkem do bohaté rodiny, jinak lze jeho bohatství těžko vysvětlit.
Základní hudební vzdělání získal Jan Adam Gallina v rodině. Na citolibském zámku se stal hudebníkem a kuchyňským písařem. Majitel panství, hrabě Arnošt Karel Pachta, byl velký milovník hudby a do zámeckých služeb přijímal pouze ty, kteří měli nějaké hudební vzdělání. To se týkalo nejen úřednictva, ale i prostých sloužících všech řemesel. Takto se mu podařilo získat hudebníky, kteří vytvořili základ proslulé zámecké kapely a Cítolibské skladatelské školy.
V zámeckých službách se Gallina stal žákem Václava Jana Kopřivy a po úmrtí kapelníka Jana Josefa Janouška (1717–1750) převzal řízení orchestru. Dosáhl titulu musicae director a aulae praefectus. Gallinovi tři bratři byli rovněž hudebníky. Jan Adam Gallina zemřel v Cítolibech v době epidemie skvrnitého tyfu.

## Dílo
V archivu hraběte Jana Josefa Pachty se dochovalo pět symfonií raně klasicistního rázu a Aria in Dis. Gallinovi je rovněž připisována anonymní Aria in C z cítolibského kůru. Skladby jsou dnes uloženy v Národním muzeu.
O znovuzrození Gallinova díla, jakož i děl dalších skladatelů cítolibské školy, se zasloužil cítolibský rodák, hudební skladatel Zdeněk Šesták (*1925), který provedl jejich rekonstrukci a znovu je uvedl na koncertní pódia.
Na antologii Musica antiqua Citolibensis, vydané v roce 2007 v Supraphonu pod č. kat. 3908-2, byla vydána tato Gallinova díla:
- Sinfonia ex A
- Sinfonia ex C

Obě jsou čtyřvěté a obsahují části Allegro, Andante, Menuetto a Presto.